# Pulsar de Vela

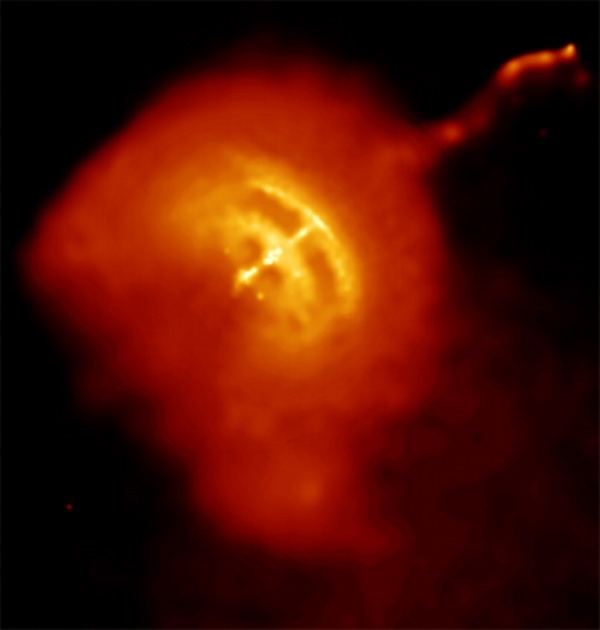
Imagem do Pulsar de Vela na faixa de raios-X feita pelo telescópio Chandra.

O Pulsar de Vela (PSR B0833-45 ou PSR J0835-4510) é uma estrela de nêutrons associada a um remanescente de supernova localizado na constelação de Vela.
Originado de uma explosão de supernova há cerca de 10.000 anos, está a uma distância de 800 anos-luz e tem um diâmetro de 20 quilômetros.